# Watermolen van het Steen
De Watermolen van het Steen is een voormalige watermolen in de tot de Vlaams-Brabantse gemeente Zemst behorende plaats Elewijt, gelegen aan de Steendreef 64.
Deze watermolen op de Barebeek van het type onderslagmolen fungeerde als korenmolen.

## Geschiedenis
De molen ligt nabij het kasteel Het Steen. Hij werd gebouwd op initiatief van Laurent-Benoît Dewez, die heer was van Steen. Ondanks allerlei tegenwerking kwam de molen in 1781 gereed.
In 1863 werd het molenhuis nog vergroot maar al in 1876 werd het waterrad verwijderd en werd het molenhuis omgebouwd tot een herberg, In Rubens penceel genaamd. Nog later werd het pand omgebouwd tot woonhuis.
- Inventaris van het Bouwkundig Erfgoed (Vlaanderen): 40996